# Diaperoecia subpapyracea
Diaperoecia subpapyracea är en mossdjursart som beskrevs av Canu och Bassler 1930. Diaperoecia subpapyracea ingår i släktet Diaperoecia och familjen Diaperoeciidae. Inga underarter finns listade i Catalogue of Life.